# ايتا، باراغواي
ايتا، باراغواي هي مديرية في باراغواي، تقع في الإدارة المركزية، بلغ عدد سكانها 78,839 نسمة وذلك حسب إحصائيات سنة 2017، تبلغ مساحتها 182 كيلومتر مربع.

## أعلام
- استانيزلاو ستروواي
- الفيس ماريكوس